# Mayme Logsdon
 Mayme Farmer Irwin Logsdon (* 1. Februar 1881 in Elizabethtown, Kentucky; † 4. Juli 1967 in Coral Gables, Florida) war eine US-amerikanische Mathematikerin und Hochschullehrerin. Sie war die erste Frau und bis 1982 die einzige Frau, die eine Anstellung an der Mathematikabteilung der Universität von Chicago erhielt.

## Leben und Forschung
Logsdon wurde als zweites von sieben Kindern des Richters James David Irwin und Nannie Bell Farmer geboren. Sie heiratete 1900 im Alter von 19 Jahren A. H. Logsdon, der früh verstarb. 1911 studierte sie an der University of Chicago und erhielt ihren Bachelor-Abschluss ein Jahr später. 1913 begann sie am Hastings College in Nebraska Mathematik zu unterrichten. Sie setzte während dieser Zeit ihr Studium an der University of Chicago fort und erhielt 1915 den Master-Abschluss. Sie unterrichtete bis 1917 am  Hastings College und dann am Northwestern College als Mathematiklehrerin, kehrte dann 1919 an die University of Chicago zurück. Sie promovierte 1921 bei Leonard Eugene Dickson mit der Dissertation: Equivalence and Reduction af Pairs of Hermitian Forms. Ihre Arbeit wurde 1922 im American Journal of Mathematics, Vol. 3, veröffentlicht. Von 1921 bis zu ihrer Pensionierung 1946 lehrte sie an der University of Chicago. Sie wurde 1925 zur Assistenzprofessorin befördert und 1930 zur Associate Professorin ernannt. 1924 und 1925 studierte sie in Rom als Stipendiatin des International Education Board. Zu ihren Doktoranden an der Universität von Chicago gehörten Anna Stafford (Henriques), James Edward Case, Clyde Harvey Graves und Frank Ayres. Während dieser Zeit interessierte sie sich auch für die Grundausbildung in Mathematik und schrieb nicht nur Vorträge in diesem Bereich, sondern auch zwei Lehrbücher. Nach ihrer Pensionierung unterrichtete sie weitere 15 Jahre an der University of Miami in Florida.

## Mitgliedschaften
- American Mathematical Society
- Mathematical Association of America (MAA)
- American Association of University Women (AAUW)
- Sigma Xi
- Sigma Delta Epsilon
- Phi Beta Kappa
- American Association for the Advancement of Science, Fellow 1931

## Veröffentlichungen
- 1922: Equivalence and reduction of pairs of Hermitian forms. Amer. J. Math. 44:247– 60.
- 1925: Complete groups of points on a plane cubic curve of genus one. Trans. Amer. Math. Soc. 27.
- 1929: König and Kraft’s Elliptic Functions. Review of Elliptische Funktionen, by R. König and M. Kraft. Bull. Amer. Math. Soc. 35.
- 1932–33: Elementary Mathematical Analysis. 2 vols. New York: McGraw-Hill Book Co.
- 1935: A Mathematician Explains. Chicago: Univ. of Chicago Press.
- 1938: Geometries. Amer. Math. Monthly 45.
- 1925: Cross ratios in the complex plane. Amer. Math. Monthly 32.
- 1927: Algebraic geometry and the Italians. Amer. Math. Monthly 34.
- 1927: Conditions for mathematical study in Italy. Amer. Math. Monthly 34.
- 1927: Curves in r-space invariant under a net of homographies containing the identity. Bull. Amer. Math. Soc. 33.
- 1927: A hypersurface in S4 invariant under the general projective group of points on a line. Bull. Amer. Math. Soc. 33.
- 1931: Reorganization of material for freshman mathematics. Amer. Math. Monthly 38.
- 1936: The mathematics which is included in the physical science general course at the University of Chicago under the new plan. Amer. Math. Monthly 43.
- 1937: The logical structure of four-dimensional space. Amer. Math. Monthly 44.